# Formatie van Moha
De Formatie van Moha is een geologische formatie uit het Onder-Carboon (Dinantiaan) in de ondergrond van het oosten van België. De formatie bestaat uit dikke banken van lichtgekleurde, bioklastische of oöliethoudende kalkareniet. De formatie is genoemd naar het dorp Moha in het westen van de provincie Luik en komt uitsluitend voor in het synclinorium van Verviers.
De Formatie van Moha bevat fossielen van de koraalsoort Dorlodotia briarti. Met deze en andere gidsfossielen is duidelijk dat de formatie tot het bovenste Moliniaciaan behoort (rond 341 miljoen jaar oud; onder in het Viséaan).
Onder de Formatie van Moha ligt de Formatie van Terwagne (Midden-Moliniaciaan). De twee formaties worden beide tot de Groep van Bay-Bonnet gerekend. Bovenop de Formatie van Moha is de Formatie van Lives (onder in het Liviaan, de middelste subetage in het Viséaan) te vinden.